# Universo Z
Universo Z é uma série brasileira produzida pelas empresas produtoras gaúchas Atama Filmes e Super 8 Produções e foi exibido canal de televisão por assinatura Nick Jr., dirigida por Rogério Rodrigues. O programa foi lançado em DVD pela Europa Filmes em dois volumes.
A série é voltada para crianças em idade pré-escolar (de 0 a 7 anos) e conta sobre Zi, uma garota de 7 anos que vivencia um tema diferente a cada episódio. Ela está acompanhada de seus amigos, o tablet Taby e o computador de mesa Seu P.U., que juntos realizam tarefas artesanais, usando materiais simples como cola, papel, tesoura, tinta, etc.
O programa é produzido em uma mistura de live-action com animação CGI. Foi eleita entre as 5 melhores animações da América Latina

## Elenco
| Elenco           | Papel                |
| Náthali Seleprim | Zi                   |
| Jonts Ferreira   | Voz do Taby/Seu P.U. |

## Episódios

### 1ª Temporada
| Número (série) | Número (temp.) | Título    |
| -------------- | -------------- | --------- |
| 1              | 1              | "Amor"    |
| 2              | 2              | "Acampar" |